# Bakonygyirót
Bakonygyirót è un comune di 178 abitanti situato nella contea di Győr-Moson-Sopron, nell'Ungheria nordoccidentale.